# Zatypota kauros
Zatypota kauros är en stekelart som beskrevs av Ian D. Gauld 1984. Zatypota kauros ingår i släktet Zatypota och familjen brokparasitsteklar. Inga underarter finns listade i Catalogue of Life.